# Delias germana
Delias germana is een vlindersoort uit de familie van de Pieridae (witjes), onderfamilie Pierinae.
Delias germana werd in 1955 beschreven door Roepke.